# Hurra die Welt geht unter
Hurra die Welt geht unter ist das fünfte Studioalbum der Berliner Hip-Hop-Formation K.I.Z. Es erschien am 10. Juli 2015 über das zu Universal gehörende Label Vertigo als Standard- und Limited-Special-Edition, inklusive Mixtape und DVD. Ende 2016 wurde mit Hurra die Welt geht unter – Live aus der Wuhlheide Berlin ein zugehöriges Live-Album veröffentlicht.

## Vermarktung
Am 24. April 2015 gaben K.I.Z Erscheinungstermin, Titel, Cover und Trackliste des Albums bekannt. Zeitgleich wurde das Musikvideo Das Kannibalenlied auf YouTube veröffentlicht, welches nicht auf dem Album enthalten ist. Am 11. Mai 2015 wurde ein Video zu Boom Boom Boom veröffentlicht, am 3. Juli eines zum Titelsong Hurra die Welt geht unter.

## Inhalt
Die Stimmung und Themen des Albums sind deutlich ernster als die von vorhergehenden Veröffentlichungen der Gruppe. Außerdem sind die Songs einheitlicher, ähnlich wie bei einem Konzeptalbum. K.I.Z sehen den Weltuntergang in diesem Fall nicht negativ, sondern eher als Neuanfang. Die überwiegend gesellschaftskritischen Texte sprechen den Hörer direkt an und enthalten nicht mehr soviel Ironie, Zynismus und Sarkasmus wie frühere Alben.

## Produktion
Alle Lieder des Albums wurden von Nico K.I.Z und KevBeats produziert. Bei neun Songs wurden sie von Moses Schneider unterstützt. An einzelnen Produktionen waren außerdem Gee Futuristic, Bazzazian, Grzegorz Olszowka und Sefo beteiligt.

## Covergestaltung
Das Albumcover zeigt einen rostigen T-34/85 Panzer, der auf einer Wiese steht. Am Kanonenrohr des Panzers schaukelt ein kleines Mädchen, das dem Betrachter den Rücken zuwendet. Im Hintergrund sind zerschossene und bewachsene Hochhäuser vor abendrotem Himmel zu sehen. Oben im Bild steht der weiße Schriftzug K.I.Z Hurra die Welt geht unter.

## Gastbeiträge
Auf drei Songs des Albums treten neben K.I.Z andere Künstler in Erscheinung. So ist der Berliner Sänger Sefo in Superstars zu hören, während der Sänger Henning May (AnnenMayKantereit) einen Gastauftritt bei Hurra die Welt geht unter hat. Außerdem ist das Lied Was würde Manny Marc tun? eine Kollaboration mit den Rappern Audio88 & Yassin und Manny Marc.

## Titelliste
| #  | Titel                     | Gastmusiker                     | Produzent                                                  | Länge |
| -- | ------------------------- | ------------------------------- | ---------------------------------------------------------- | ----- |
| 1  | Wir                       |                                 | Nico, Kevbeats, Moses Schneider, Grzegorz Olszowka         | 5:29  |
| 2  | Geld                      |                                 | Nico, Kevbeats                                             | 3:28  |
| 3  | Glücklich und satt        |                                 | Nico, Kevbeats, Gee Futuristic, Moses Schneider, Bazzazian | 4:27  |
| 4  | Boom Boom Boom            |                                 | Nico, Kevbeats                                             | 4:09  |
| 5  | AMG Mercedes              |                                 | Nico, Kevbeats, Stephen Richard Hackett                    | 4:42  |
| 6  | Freier Fall               |                                 | Nico, Kevbeats, Moses Schneider                            | 4:07  |
| 7  | Ariane                    |                                 | Nico, Kevbeats                                             | 5:00  |
| 8  | Käfigbett                 |                                 | Nico, Kevbeats, Moses Schneider                            | 4:43  |
| 9  | Verrückt nach dir         |                                 | Nico, Kevbeats, Gee Futuristic, Moses Schneider            | 4:18  |
| 10 | Ehrenlos                  |                                 | Nico, Kevbeats, Gee Futuristic, Moses Schneider            | 4:25  |
| 11 | Superstars                | Sefo                            | Nico, Kevbeats, Moses Schneider, Sefo                      | 4:45  |
| 12 | Was würde Manny Marc tun? | Audio88 & Yassin und Manny Marc | Nico, Kevbeats, Moses Schneider                            | 5:59  |
| 13 | Hurra die Welt geht unter | Henning May                     | Nico, Kevbeats, Moses Schneider, Rajesh Roshan             | 4:45  |

| #  | Titel                           | Länge |
| -- | ------------------------------- | ----- |
| 1  | Intro                           | 0:31  |
| 2  | Crewtattoos                     | 1:55  |
| 3  | Stich                           | 3:26  |
| 4  | XXX                             | 1:48  |
| 5  | Ruf mich an, wenn du nackt bist | 1:47  |
| 6  | Sklavenschiff                   | 1:14  |
| 7  | Mach dich nützlich              | 2:03  |
| 8  | Lernen                          | 2:48  |
| 9  | Maxim hat eine Drummachine      | 0:56  |
| 10 | Identität                       | 3:27  |
| 11 | Atze                            | 2:42  |
| 12 | Ur-Spasst                       | 1:27  |
| 13 | Kontrolle                       | 2:49  |
| 14 | Rap für Geld                    | 2:28  |
| 15 | Superimmigrant                  | 1:55  |
| 16 | Kein Player                     | 2:16  |
| 17 | Mein Fanclub                    | 1:01  |
| 18 | Caliente (Ur-Riesenglied)       | 2:32  |

| #  | Titel                             | Länge |
| -- | --------------------------------- | ----- |
| 1  | Wir                               | 5:24  |
| 2  | Hahnenkampf                       | 3:29  |
| 3  | Da geht was                       | 3:48  |
| 4  | Böhses Mädchen                    | 2:24  |
| 5  | Medley 1                          | 5:51  |
| 6  | Ficki Ficki                       | 4:01  |
| 7  | Urlaub fürs Gehirn                | 3:53  |
| 8  | Affe und Pferd                    | 3:40  |
| 9  | Hip Hop ist tot                   | 3:31  |
| 10 | Ich steh auf Frauen (ich schwöre) | 3:47  |
| 11 | Hölle                             | 3:43  |
| 12 | Geld essen                        | 3:55  |
| 13 | Medley 2                          | 6:57  |
| 14 | Der durch die Scheibeboxxxer      | 3:32  |
| 15 | Biergarten Eden                   | 3:19  |
| 16 | Hurensohn                         | 11:05 |

## Näheres zu den Liedern

### Wir
Im Song Wir inszenieren sich die K.I.Z-Rapper als göttliche Wesen, wodurch ihre hervorgehobene Stellung in der deutschen Rap-Szene porträtiert wird. Zudem kritisieren sie hier religionsübergreifend eine übertriebene Götteranbetung. Wir feierte bereits auf dem Splash!-Festival 2014 Bühnenpremiere.

### Geld
In diesem Track kritisieren K.I.Z auf teils ironische, teils sehr ernste Art den Kapitalismus, insbesondere die immer größere soziale Ungleichheit („Du Wasser und Brot – ich Schampus und Koks“). Dabei wird besonders auf das titelgebende Geld Bezug genommen („Vor ’nem prallgefüllten Schaufenster an Hunger krepieren – wegen bedrucktem Papier.“).

### Boom Boom Boom
Dieses Lied ist eine für die Verhältnisse von K.I.Z ungewöhnlich unironische Abrechnung mit einer als rechts-konservativ empfundenen deutschen Gesellschaft. Dabei wird die politische Einstellung der Mitglieder von K.I.Z sehr deutlich und der Hörer auch direkt angesprochen („Denkt ihr die Flüchtlinge sind in Partyboote gestiegen, mit dem großen Traum im Park mit Drogen zu dealen?“; „Du und dein Boss ham' nix gemeinsam bis auf das Deutschland-Trikot!“).

### Freier Fall
Freier Fall ist ein Solotrack von Tarek, in dem er eine gescheiterte Beziehung verarbeitet.

### Ariane
Dieser Song handelt von einem Büroangestellten, der in seinem Job eine unterwürfige Position einnimmt und am Wochenende seine Sex- und Gewaltfantasien auslebt. Die namensgebende Ariane ist ein minderjähriges Mädchen, das vom lyrischen Ich zum Geschlechtsverkehr genötigt wird.

### Käfigbett
In diesem Lied wird satirisch die vermeintlich verantwortungslose Erziehung der eigenen Eltern und Erzieher und der daraus resultierende Hass des lyrischen Ichs auf diese thematisiert. Als Erwachsener will er sich deshalb an diesen rächen („Ich hab’ zwei Kugeln in der Kammer, eine für Papa und eine für Mama“).

### Was würde Manny Marc tun?
In diesem Track, der ein Feature mit den Berliner Rappern Yassin und Audio88, sowie mit dem Die-Atzen-Mitglied Manny Marc darstellt, werden in den Strophen die Schicksale eines vom eigenen Vater missbrauchten Kindes, eines Paars mit einem geistig behinderten Kind, eines Sohnes, der seinen alkoholkranken Vater pflegt und das Schicksal eines Flüchtlingskindes beschrieben. Dabei wird am Ende jedes Parts in Anlehnung an den Satz Was würde Jesus tun Manny Marc um Rat gebeten. Dieser fordert den Zuhörer dann in der Hook, die im typischen Atzen-Stil gehalten ist, dazu auf, mit ihm in die „Rummelbummsdisko“ zu kommen. Dies stellt einen krassen Gegensatz zu den sehr ernst gehaltenen Strophen dar.

### Hurra die Welt geht unter
Der Titeltrack des Albums ist eine Kooperation mit dem Sänger Henning May und beschreibt ein postapokalyptisches Szenario. Dieses ist jedoch nicht negativ besetzt, sondern wird als zu erstrebende Gesellschaft im Stile einer anarchokommunistischen Utopie beschrieben.

## Rezeption
| Professionelle Bewertungen | Professionelle Bewertungen |
| Kritiken                   | Kritiken                   |
| Quelle                     | Bewertung                  |
| -------------------------- | -------------------------- |
| laut.de                    | [ 4 ]                      |
| Juice                      | [ 5 ]                      |
| Backspin                   | [ 6 ]                      |
| rappers.in                 | [ 7 ]                      |
| Musikexpress               | [ 8 ]                      |
| Plattentests.de            | [ 9 ]                      |
| CDStarts                   | [ 10 ]                     |

Das Album erhielt fast durchgehend positive Kritiken.
Alexander Austel von laut.de bewertete Hurra die Welt geht unter mit fünf von möglichen fünf Punkten. K.I.Z entwickelten sich auf dem Album „mit einem sehr aus einem Guss klingenden Sound, einem persönlichen Lied und der mal trocken-direkten und dann wieder übertriebenen Art des Vortrags“ weiter, „ohne auf ihre Stärken oder auf das, was sie ausmacht, zu verzichten.“ Das Album biete „eine Stunde geballte Unterhaltung ohne Ausfall, dafür mit viel Stoff zum Nachdenken, der einen oder anderen Albtraum-Vorstellung, gewitzter Kritik an dir und mir sowie der Fantasie einer Welt abseits von Zwängen, Geldgier und Überstunden.“
Auch Florian Peking von MZEE bewertete das Album positiv. Die „gewohnte Absurdität“ der Texte bleibe weiterhin erhalten, jedoch kämen „noch einige neue Facetten hinzu.“ Denn „die Berliner benennen Missstände in Gesellschaft und Alltag und beziehen klar Stellung.“ Somit zeichneten K.I.Z auf ihrem Album „den Weltuntergang in einer nie dagewesenen Schönheit.“

## Kommerzieller Erfolg

### Chartplatzierungen und Singles
Hurra die Welt geht unter stieg am 17. Juli 2015 auf Platz 1 der deutschen Albumcharts ein, was für K.I.Z die erste Spitzenposition in den Top 100 bedeutete. Das Album konnte sich mit Unterbrechungen 65 Wochen in den Top 100 halten. In der Schweiz erreichte der Tonträger ebenfalls die Chartspitze, während er in Österreich Rang 4 belegte. In den deutschen Jahrescharts 2015 belegte das Album Position 24.
| ChartsChartplatzierungen | Höchstplatzierung | Wochen |
| ------------------------ | ----------------- | ------ |
| Deutschland (GfK)        | 1 (65 Wo.)        | 65     |
| Österreich (Ö3)          | 4 (10 Wo.)        | 10     |
| Schweiz (IFPI)           | 1 (10 Wo.)        | 10     |

| ChartsJahrescharts (2015) | Platzierung |
| ------------------------- | ----------- |
| Deutschland (GfK)         | 24          |

| ChartsJahrescharts (2016) | Platzierung |
| ------------------------- | ----------- |
| Deutschland (GfK)         | 99          |

Am 8. Mai 2015 wurde die erste Single Boom Boom Boom zum Download ausgekoppelt, die Rang 33 in den deutschen Charts erreichte. Der Titeltrack Hurra die Welt geht unter erschien am 3. Juli 2015 als zweite Single und stieg auf Position 31 in die Charts ein. Beide Lieder erhielten im Jahr 2017 für jeweils über 200.000 verkaufte Einheiten in Deutschland eine Goldene Schallplatte. Aufgrund hoher Einzeldownloads erreichten außerdem die Lieder Wir (#47), Geld (#80), Ariane (#90), Glücklich und satt (#93) sowie AMG Mercedes (#96) die Top 100. Am 26. Februar 2016 wurde der Song Verrückt nach dir als dritte Single veröffentlicht.

### Auszeichnungen für Musikverkäufe
Im Jahr 2025 erhielt Hurra die Welt geht unter für mehr als 300.000 verkaufte Exemplare in Deutschland eine dreifache Goldene Schallplatte.
| Land/Region        | Auszeichnungen für Musikverkäufe (Land/Region, Auszeichnung, Verkäufe) | Verkäufe |
| ------------------ | ---------------------------------------------------------------------- | -------- |
| Deutschland (BVMI) | 3× Gold                                                                | 300.000  |
| Insgesamt          | 1× Gold · 1× Platin ·                                                  | 300.000  |